# Symphyacanthida
Ordre
Les Symphyacanthida sont un ordre de radiolaires de la classe des Acantharea.

## Liste des familles
Selon World Register of Marine Species (21 mars 2021) :
- famille des Amphilithidae Haeckel, 1887
- famille des Astrolithidae Haeckel, 1887
- famille des Pseudolithidae Schewiakoff, 1926